# اريك هانسن
اريك هانسن (بالإنجليزية: Eric Hansen)‏ هو طبال أمريكي، ولد في 5 أبريل 1970.